# Răzvan Ochiroșii
Răzvan Iulian Ochiroșii (Galați, 13 de marzo de 1989) es un futbolista rumano. Juega de defensa y su equipo es el C. D. Don Benito de la Segunda Federación.

## Biografía
Răzvan Ochiroșii, que actúa de extremo izquierdo, empezó su carrera futbolística en las categorías inferiores de un equipo de su ciudad natal, el Steaua Dunării Galați. Pronto el Steaua de Bucarest se fijó en él y lo reclutó (enero de 2005) para jugar con las divisiones inferiores.
En 2006 pasa a formar parte de la primera plantilla del club. Su debut en Liga I se produjo el 17 de mayo en el partido FCM Bacău 0-2 Steaua de Bucarest. Ese mismo año su equipo se proclama campeón de Liga. También consigue una Supercopa de Rumanía.
Răzvan Ochiroșii debutó en la Liga de Campeones de la UEFA ese año en un partido contra el ND Gorica esloveno, donde consiguió un gol, convirtiéndose en el goleador más joven de la historia de la Liga de Campeones con sólo 17 años, 4 meses y 20 días.
En 2007 se marcha cedido unos meses al FC Gloria Buzău.
En la temporada 2009-2010, ficha por el equipo de su ciudad natal Oțelul Galați.
Luego regresó al Steaua. En su nueva etapa se lesionó y estuvo unos seis meses de baja. Después de la recuperación se reincorporó al equipo. Posteriormente el entrenador no le dio demasiadas oportunidades de entrar en el once.
Los aficionados le pusieron el apodo de Ojos, ya que su nombre significa Ojos Rojos.
En 2012 fichó por el C. F. Fuenlabrada de la Segunda División "B". En 2013 se incorpora a las filas del C. D. Guijuelo, también de la tercera categoría española.
Para la temporada 2015-16 se incorporó a las filas de la Agrupación Deportiva Alcorcón, pudiendo así jugar en la Segunda División.

## Selección nacional
Ha jugado con las categorías inferiores de Rumania.

## Clubes
| Club                          | País    | Año       |
| ----------------------------- | ------- | --------- |
| Steaua Bucarest               | Rumania | 2006-2009 |
| → F. C. Gloria Buzău          | Rumania | 2007      |
| Oțelul Galați                 | Rumania | 2009-2010 |
| → A. F. C. Săgeata Năvodari   | Rumania | 2011      |
| → Fortuna Brazi               | Rumania | 2012      |
| → C. F. Fuenlabrada           | España  | 2012-2013 |
| C. D. Guijuelo                | España  | 2013-2015 |
| A. D. Alcorcón                | España  | 2015-2017 |
| Marbella F. C.                | España  | 2017      |
| Unionistas de Salamanca C. F. | España  | 2018      |
| C. D. Guijuelo                | España  | 2018-2021 |
| U. D. Montijo                 | España  | 2021-2022 |
| Xerez Deportivo F. C.         | España  | 2022      |
| S. D. Tarazona                | España  | 2023      |
| C. D. Don Benito              | España  | 2023-     |

## Palmarés

### Títulos nacionales
| Título               | Club               | País    | Año  |
| -------------------- | ------------------ | ------- | ---- |
| Liga de Rumania      | Steaua de Bucarest | Rumania | 2006 |
| Supercopa de Rumanía | Steaua de Bucarest | Rumania | 2006 |